# 中国汉字听写大会
中国汉字听写大会是一项在中国大陆地区举办的汉字听写竞赛，由中国中央电视台和国家语言文字工作委员会联合主办，以在校初中学生作为竞赛对象，面向全国直播。形式类似于始于1925年的全美拼字比赛，以此提高学生学习汉字及中华文化的兴趣，并促进传承文化。
该节目仅在2013~2016年每年播出一季，其中最后一季选拔小学生参赛，其余三季选拔中学生参赛。

## 背景
中国汉字听写大会的宣傳口號是「书写的文明传递，民族的未雨绸缪」。現代社會中，由於電腦輸入法迅速取代手寫，中國人的漢字書寫能力明顯下降，普遍出现提笔忘字的现象，这对中华文化的传承十分不利。为避免这一趋势的恶化，在此背景下，中央电视台科教频道2013年推出了暑期特别节目《中国汉字听写大会》。

## 播出信息

### 第一季
- 播出频道：CCTV-1、CCTV-10（联合播出）
- 播出时间：每周五20:00－22:00
- 节目时长：120分钟
- 播出期数：共13期
- 播出仅两期后，CCTV-1打破惯例，于2013年8月12日晚播出了“听写大会”第一期，此后CCTV-1每星期五晚跟进播出。同时，CCTV-10每星期五首播时间也提前至黄金时段20时。

## 赛制
比赛分为初赛、复赛、半决赛、附加赛和决赛。参赛队筛选范围以国家级重点中学为主，适当兼顾2012年由教育部语言文字应用管理司确定的111所「国家级规范汉字书写教育特色学校名单」中学。学校的选择由大会组委会依托当地教育管理机构推荐产生。在内地受教育的港澳台学生代表队在北京产生。
复赛、半决赛采用团队形式晋级。复赛和半决赛中，32支代表队各有5位选手，经过两轮的竞赛决出两支晋级决赛的队伍，决赛队伍中的10位选手以个人名义参赛。与此同时，所有未进入决赛的30支代表队中表现最佳的一名选手将进行一场附加赛，争夺另外5个进入决赛的名额。最终的决赛由15位选手争夺该届汉字听写大会的总冠军。

## 获奖信息
新锐媒体《新周刊》发布2013年中国电视年度成绩单，褒奖最受欢迎的电视节目、最优秀的电视节目主持人和最具影响力的电视频道。由中央电视台和国家语委联合主办、实力传媒创意制作的大型汉字文化节目《中国汉字听写大会》，力压《国家大剧院》、《汉字英雄》、《双城记》、《特别呈现》四档节目，荣获2013中国电视榜“年度最佳人文节目奖”。

## 争议
2013年中国汉字听写大会决赛中，主持人李梓萌念出“jīcōngjūn”，选手陆佳蕾书写“鸡枞菌”，判定为正确，使她继续留在台上直至最终夺冠。但《咬文嚼字》编辑部指出该词的正确写法为，读音也应为“jīzōngjūn”。随后节目组回应称这是民间自发形成的通行写法，并不是错误。
此外，2013年中国汉字听写大会的考题中存在生僻字过多的问题，被认为脱离实际，语言文字学者周有光称节目中所考的生僻字词考验人们的“承受力”，《咬文嚼字》名誉主编郝铭鉴称该节目考生僻字的做法已偏离普及汉字书写的初衷，更有观众指出这种做法使汉字听写大会陷入脱离普通人生活的“孔乙己怪圈”。

## 獲勝词语
以下是歷年中国汉字听写大会總冠軍贏得比賽的最後一個字條：
- 2013年中国汉字听写大会 - （拼：wǎnluán；注：ㄨㄢˇ ㄌㄨㄢˊ；繁：婉孌；義：年少美好的样子，比喻眷恋。）[10]
- 2014年中国汉字听写大会 - （拼：pófù；注：ㄆㄛˊ ㄈㄨˋ；義：大肚子。）

## 类似栏目
- 汉字英雄
- 中国谜语大会
- 中国成语大会
- 中国诗词大会
- 中国地名大会
- 全美拼字比赛